# Тернопільський історико-меморіальний музей політичних в'язнів

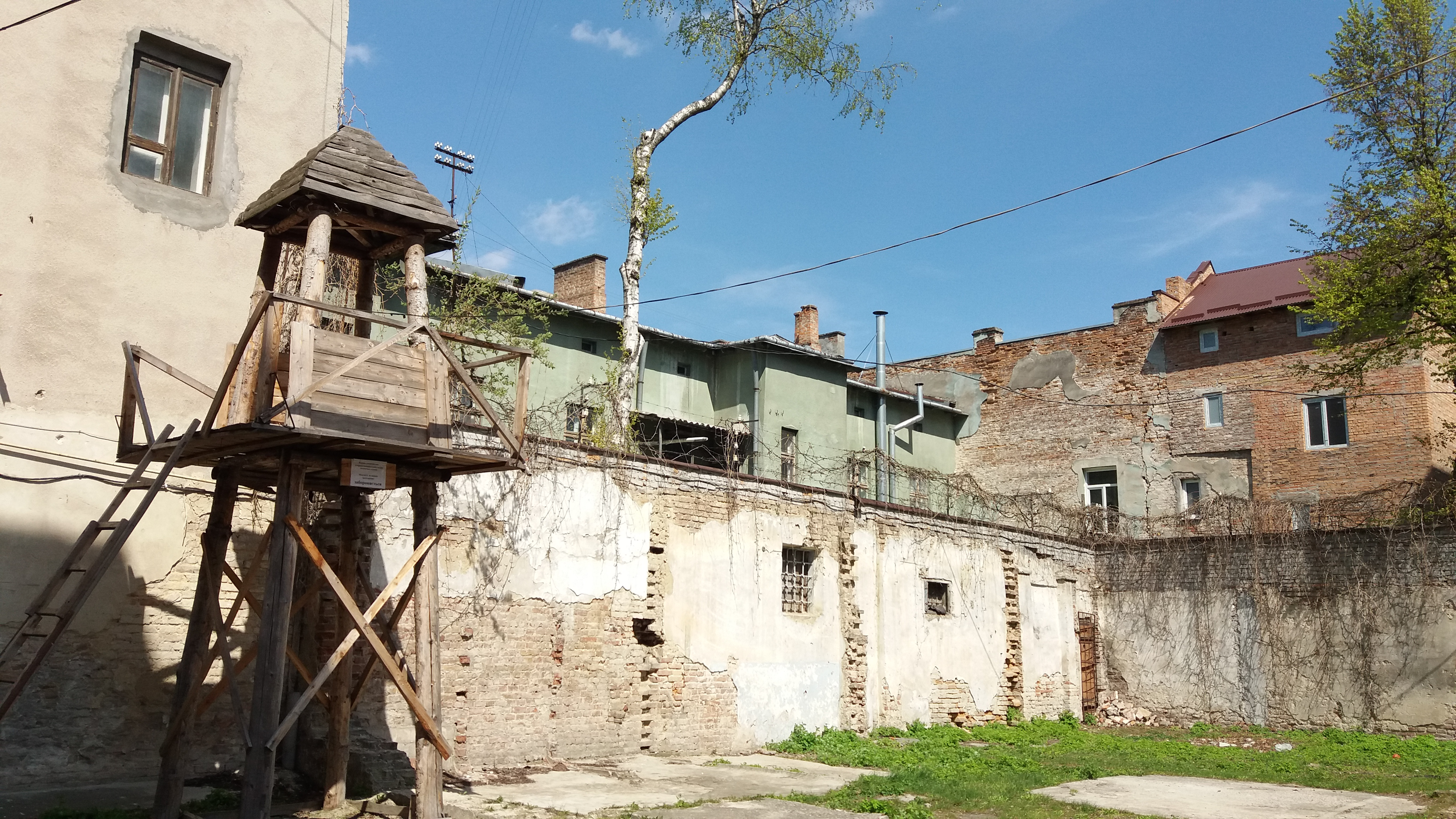
Оглядова вежа та подвір'я тюрми.

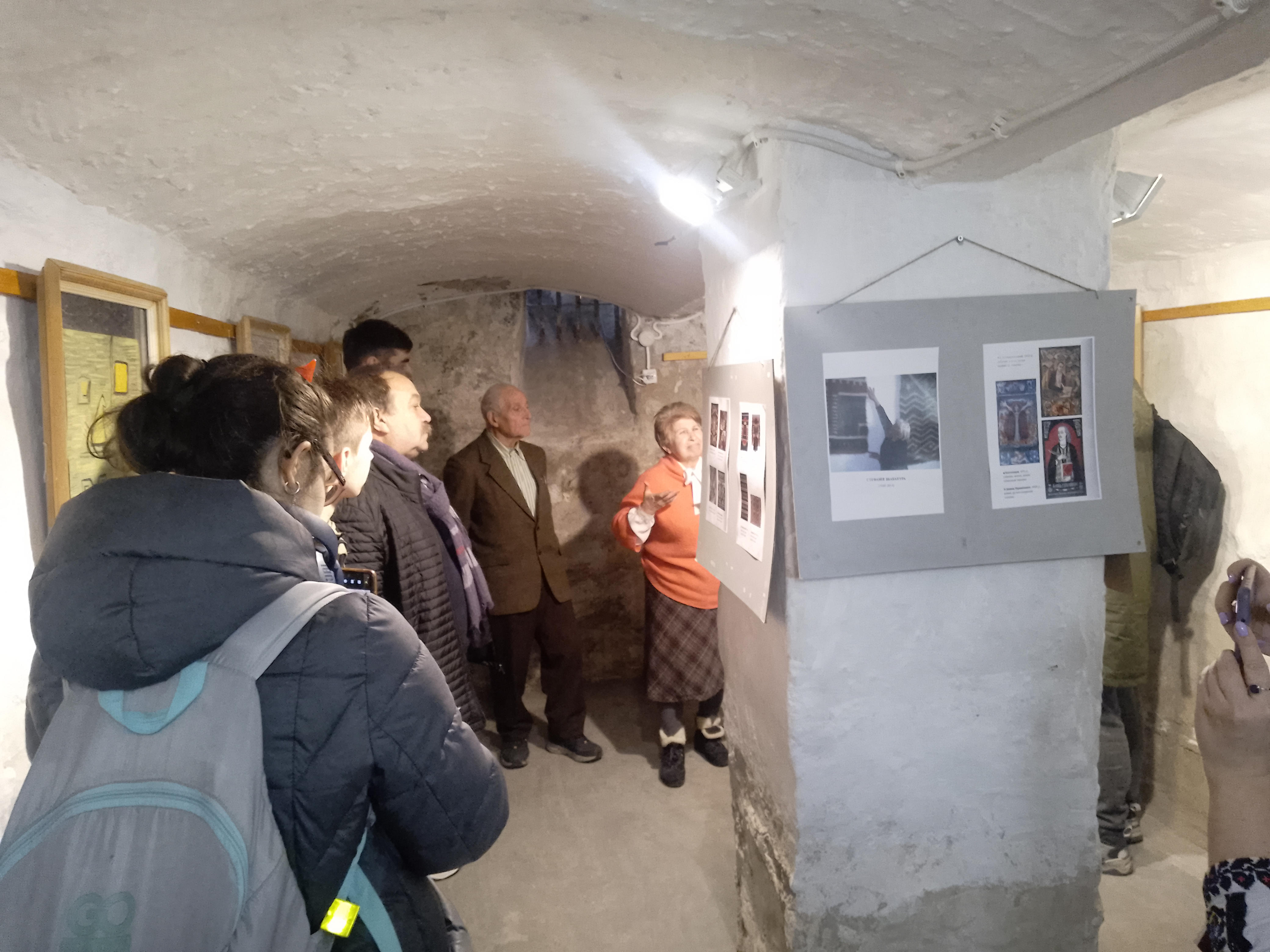
Відкриття виставки "Світло Стефанії Шабатури"

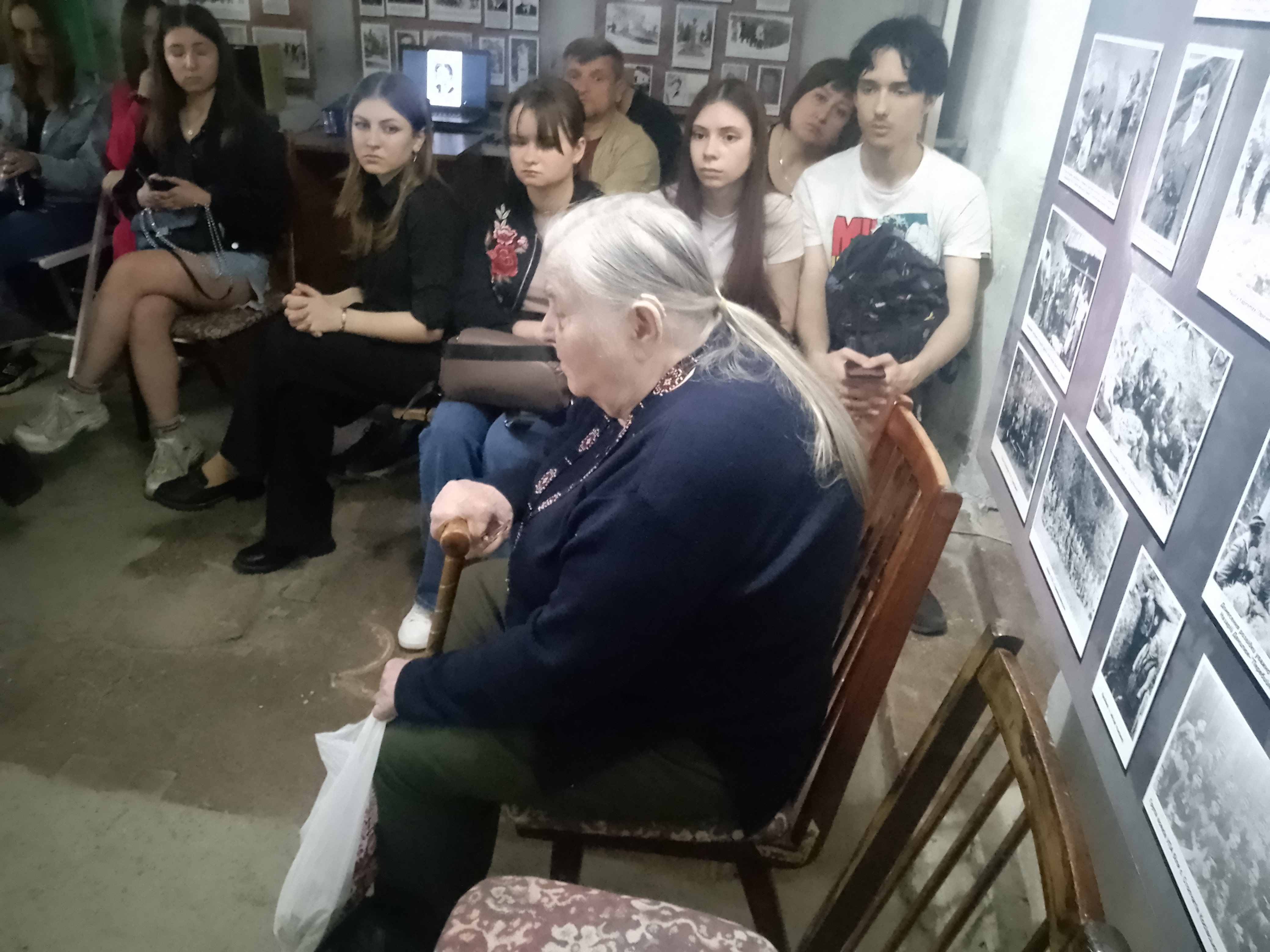
Гичка Стефанія – редакторка книг Марії Потикевич-Заболотної на ювілейному заході до 100-річчя поетеси

Музей політичних в'язнів — історико-меморіальний музейний заклад у місті Тернополі. Діє від 14 жовтня 1996. Перший музей-меморіал в Україні. 
Засновник — Інститут національного відродження України та Тернопільська обласна спілка політв'язнів і репресованих України. Директор — Уляна Рикун, старші наукові працівники Ігор Олещук та Олійник Леся, співробітники Ігор Гуралевич.

## Історія музею
«Історико-меморіальний музей політичних в'язнів», як відділ Тернопільського обласного краєзнавчого музею відкрито й освячено 14 жовтня 1996 року на свято Покрови Пресвятої Богородиці. Ідея створення музею належить краєзнавцю, археологу, директору Інституту національного відродження — Ігорю Ґереті. Його підтримали колишній директор Тернопільського обласного краєзнавчого музею Венедикт Лавренюк, обласна Спілка політв'язнів і репресованих та обласне товариство «Меморіал» імені Василя Стуса. Власне тоді і було відкрито першу експозицію, яка розміщувалась лише у кількох камерах.
Рішенням Тернопільської обласної ради №1197 від 6 листопада 2018 року створено комунальну установу Тернопільської обласної ради “Музей національно-визвольної боротьби Тернопільщини”, який охопить усі пам'ятні місця області, пов'язані з історією боротьби за волю та незалежність України. Музейний комплекс складають: Історико-меморіальний музей політичний в’язнів у м. Тернополі, Народний історико-меморіальний музей Ярослава і Слави Стецьків у с. Великий Глибочок Тернопільського р-ну, Музей національно-визвольної боротьби ОУН-УПА у с. Бишки Козівського р-ну, Музей ІІІ Надзвичайного Великого Збору ОУН у с. Золота Слобода Козівського р-ну, Музей визвольних змагань УПА у с. Слов’ятин Бережанського р-ну.
Станом на сьогодні виставкові зали музею розміщені у 28-ми камерах колишнього слідчого ізолятора радянської спецслужби. Будівля, в якій знаходиться музей, розміщена на вул. Коперника, 1 та була побудована на базі підвалів будинків XVII та XIX століть у 1944—1947 роках німецькими військовополоненими.
Так, згідно із штатним розкладом, станом на 15 травня 1944 року (тобто через місяць, після вступу червоноармійців до Тернополя) установа, яка розміщувалась у цій будівлі мала назву Управління НКДБ по Тернопільській області і нараховувала 9 підрозділів Управління та 38 районних. Внутрішня тюрма відносилась до Адміністративно-господарського відділу (АГВ) і нараховувала 31-у штатну одиницю.
Власне згадана будівля перестала використовуватись як приміщення для спецслужби у 1986 році, а сама внутрішня тюрма, розпочинаючи із кінця 1970-х — початку 1980-х, втратила своє функціональне призначення.
Важливо відзначити, що перед «виселенням» спецслужби із цього приміщення всі стіни камер були старанно замальовані та поштукатурені. Камери музею відкривались у кілька етапів, у зв'язку із тим, що перед від'їздом у в'язниці було зведено ряд стін, які відділяли одну частину в'язничного коридору від іншої. Та завдяки спогадам політв'язнів і посильній роботі працівників музею, врешті вдалось відновити автентичний вигляд внутрішньої тюрми.

## Експонати
У 28 колишніх камерах слідчого ізолятора КДБ розміщено матеріали зібраних фондів та експозиції, що розповідають про національно-визвольну боротьбу на теренах Тернопільщини. Таким чином, кожна камера присвячена окремим подіями XX ст. і в комплексі демонструє історію боротьби з комуністичним режимом. 
Камера присвячене репресіям 1939-1941 рр. представлена унікальними експонатами, зокрема, оригінальними дверми до в’язничної камери, наручниками зразка 1940-х рр. та кийками, якими слідчі радянських органів державної безпеки домагалися зізнання у «ворогів народу». Окремої уваги заслуговують чотири графічні роботи художника Ярослава Омеляна, які ілюструють добу радянських репресій.  

Меморіальна дошка політв'язням.

У другій залі, що знаходиться у двох камерах (у 1960-х рр. їх перепланували в одну), представлено експозицію, що розповідає про заснування, діяльність і боротьбу Організації українських націоналістів (ОУН) та Української повстанської армії (УПА). На виставкових стендах представлено біографії очільників української національно-визвольної боротьби XX ст., зокрема — Євгена Коновальця, Степана Бандери та Романа Шухевича. Багато матеріалів, що стосуються історії УПА: копії повстанських документів, листівок та фотографій. Окремою рубрикою, яка заслуговує уваги, є добірка матеріалів з історії діяльності УПА на Тернопіллі, зокрема, Військових округів «Богун» та «Лисоня».
В одному із колишніх карцерів музею утворено символічну капличку, яка використовується для проведення панахид і богослужінь. Ще одна камера присвячена жінкам, зокрема, розміщені експонати про Катерину Зарицьку, Галину Дидик, Марію Потикевич-Заболотну, Євгенію Нагай та інших. Експонуються їх особисті речі, виготовлені власними руками каторжанок: вервечка, зроблена із хліба, альбом із малюнками, жіночі тюремні костюми, взуття, оригінали табірних листів, поштівки, фото, тощо. В експозиції також представлені макети виправно-трудового табору, бараку, вагона, у якому вивозили політв’язнів у віддалені райони СРСР, а також карта, на якій позначено більшість таборів ГУЛАГу.
В камері, присвяченій історії Товариства політв’язнів і репресованих, на чотирьох стендах подано історію в особистостях Тернопільської обласної організації Всеукраїнського товариства політичних в’язнів і репресованих.
З ініціативи Тернопільсько-Зборівської єпархії УГКЦ окремою експозицією у музеї представлено історію репресій над церквою та її діячами в Україні. На стендах яскраво представлено життєвий шлях митрополита Йосипа Сліпого, єпископа Микити Будки та Григорія Хомишина, священиків Омеляна Ковча, Івана Сенківського та інших.

Камер присвячена дисидентам УГКЦ.

У 2005 p., з ініціативи Тернопільської міської організації «Спілки Української Молоді в Україні», в одній із камер музею було створено реконструкцію криївки. Повстанське ліжко із «лежанкою» (матрац), оригінальні друкарська машинка та радіостанція, а також повстанська зброя наявно розповідають про український резистанс. Доповнюють експозицію також і макети криївок, виготовлені та подаровані художником Іларіоном Пилипцем.
Меморіальна кімната героя України Степана Бандери представлена унікальними експонатами — копія посмертної маски С.Бандери, фотографії похорону та його особистого кабінету, а також житла, що були передані з ініціативи Спілки Українців Британії та Спілки Української Молоді Великої Британії. Також експонується автентичний бронежилет Ярослава Стецька, що був переданий з Німеччини.
Про дисидентський рух та шістдесятників присвячені окремі експозиції. У двох камерах можна ознайомитись з біографіями очільників цього руху: Ю. Шухевича, В. Чорновола, В. Стуса та ін. Окремою темою висвітлено історію так званої «Чортківської групи». Унікальними експонатами у цій камері є вишиванка та кобза, що подарована музеєві репресованим кобзарем Миколою Литвином, та оригінальне тюремне ліжко дисидентського періоду. 
На сходовій клітці музею, яка у період існування тюрми вела в’язнів від ізолятора до кабінетів слідчих знаходиться експозиції присвячені: «Голодоморам в Україні», «Комуністичному терору» та «Історії УПА».
Впродовж восьми місяців 1973 року перебуває під слідством в Тернопільському КДБ тернопільський поет, публіцист, правозахисник, член Національної спілки письменників України (1991), міжнародного ПЕН-клубу (1992), Української Гельсінської спілки (1987) Степан Сапеляк, якого як учасника молодіжної підпільної групи, яка у ніч 22 січня 1973 р. на честь 50-річниці Акту Злуки УНР і ЗУНР у м. Чорткові вивісили жовто-блакитні прапори й розклеїли летючки із протестом й закликом: «звільнити політв'язнів із радянських тюрем й концтаборів». На фасаді будівлі з боку вулиці висить меморіальна дошка присвячена політв'язню.
Живим експонатом музею є співпрацівник Ігор Олещук, який у 1948 був засуджений на 25 років таборів суворого режиму на шахтах Воркути. Ігор Андрійович був в одній із цих 28 камер. Його заарештували в 17 років за співпрацю з повстанцями. "Мама передала мені покривало, передала сухарі, передала смалець. Вони мене роздягнули, викинули з горщика смалець, сухарі на те покривало, кинули мене на нього, потім згорнули разом з усім тим і занесли в третю камеру", — розповів Ігор Олещук. Тепер у цій камері експозиція про історію УПА.

## Додатково
У музеї знято декілька фільмів: «Нескорені краяни», спільний україно-канадський фільм-хроніка «Розповіді учасників підпільної боротьби», "Шлях до світанку"(реж. Т. Ткаченко" (2019). Започатковані перші частини стрічки «Загадка Норильського повстання». Український дисидент Семен Глузман зняв про музей оглядовий фільм, а емігрант Богдан Луговий знімав тут епізоди для фільму про тюремний побут політв’язнів.
Вже традиційним для музею стала молодіжна акція «Доба», яка проводиться з ініціативи СУМ в Україні із 2005 р. Молоді люди добровільно зголошуються провести добу у камерах колишнього слідчого ізолятора КДБ.
27 лютого 2024 року в  музеї відкрилася виставка «Світло Стефанії Шабатури», в рамках Мандрівного фестивалю документального кіно про права людини Docudays UA.

## Схожі музеї
- Україна: Тюрма на Лонцького

## Схожі музеї за кордоном
- Литва: Музей жертв геноциду
- Угорщина: Музей Дім терору

## Сітлини
|                |
| Тюремне ліжко. |

|               |
| Вікно камери. |

|                |
| Коридор тюрми. |

|                                 |
| Внутрішній двір для ув'язнених. |

|                           |
| Панорама тюремного двору. |

|                      |
| Експозиційні стенди. |

|                             |
| Камера ім. Степана Бандери. |